# Brottewitz

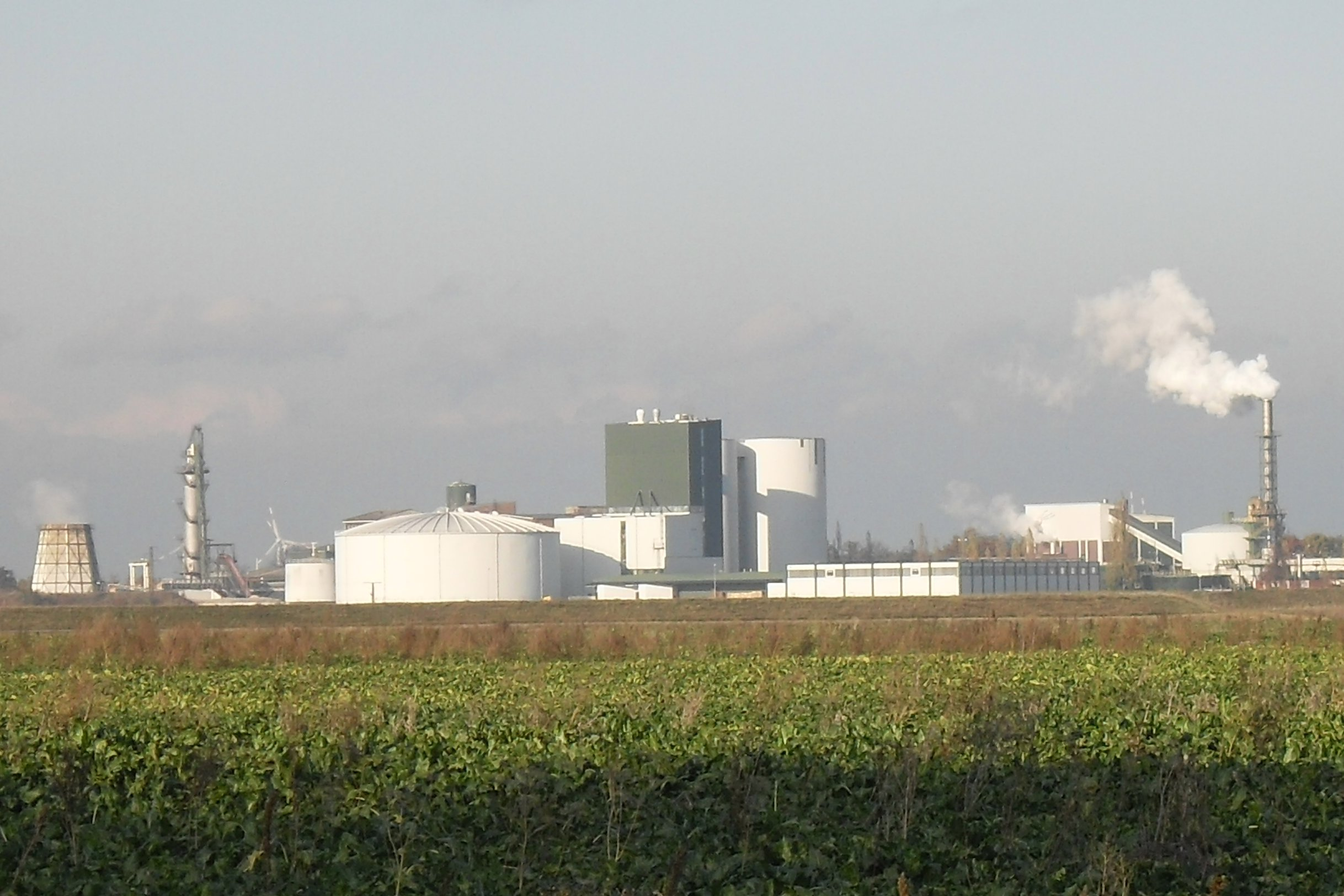
Die Zuckerfabrik von Mühlberg aus gesehen

Brottewitz ist ein Ortsteil von Mühlberg/Elbe im brandenburgischen Landkreis Elbe-Elster und liegt etwa drei Kilometer nördlich der Stadt. Bis zu seiner Eingliederung 2001 war der Ort eine selbständige Gemeinde. Der Ort hatte am 31. Dezember 2011 267 Einwohner.

## Geschichte

Brottewitz auf einer geschichtlichen Karte des Kreises Liebenwerda (1910).

Erstmals urkundlich erwähnt wurde der Ort 1230 als Brotewiz. Der Name kommt aus dem Slawischen, kann aber nicht näher bestimmt werden; sicher scheint die Grundform Brotovica, was „Bach am Krappfeld“ bedeutet.
1230 verlieh der Markgraf Heinrich von Meißen dem Kloster Marienstern in Mühlberg das Vorwerk Brottewitz. Wahrscheinlich war damals Brottewitz Lehnsbesitz der Ileburger. 1253 hatte der Bürger Werner von Limpach aus Oschatz 5 Hufen an das Kloster in Mühlberg verpachtet. Botho von Ileburg bekundete 1304, dass er der Äbtissin in Mühlberg 5 Mark und einen Bierdung Einkünfte aus dem Dorf Brottewitz verliehen habe. Das Kloster verkaufte 1369 die jährlichen Einkünfte in Höhe von 1 Schock Groschen aus Brottewitz an den Dochdechanten Nicolaus zu Meißen. 1550 hatte das Dorf 10 besessene Männer und 21 Hufen. Von 1559 bis 1570 gehörte Brottewitz dem Bischof zu Meißen Johann IX. von Haugwitz. 1654 verlieh der Kurfürst Johann Georg I. Brottewitz dem Superintendenten Meißner in Großenhain. 1691 erwarb der Kammerherr von Wehlen, der Besitzer von Martinskirchen, das Dorf.
1816 gab es 111 Einwohner, und 1910 318 Einwohner in Brottewitz.

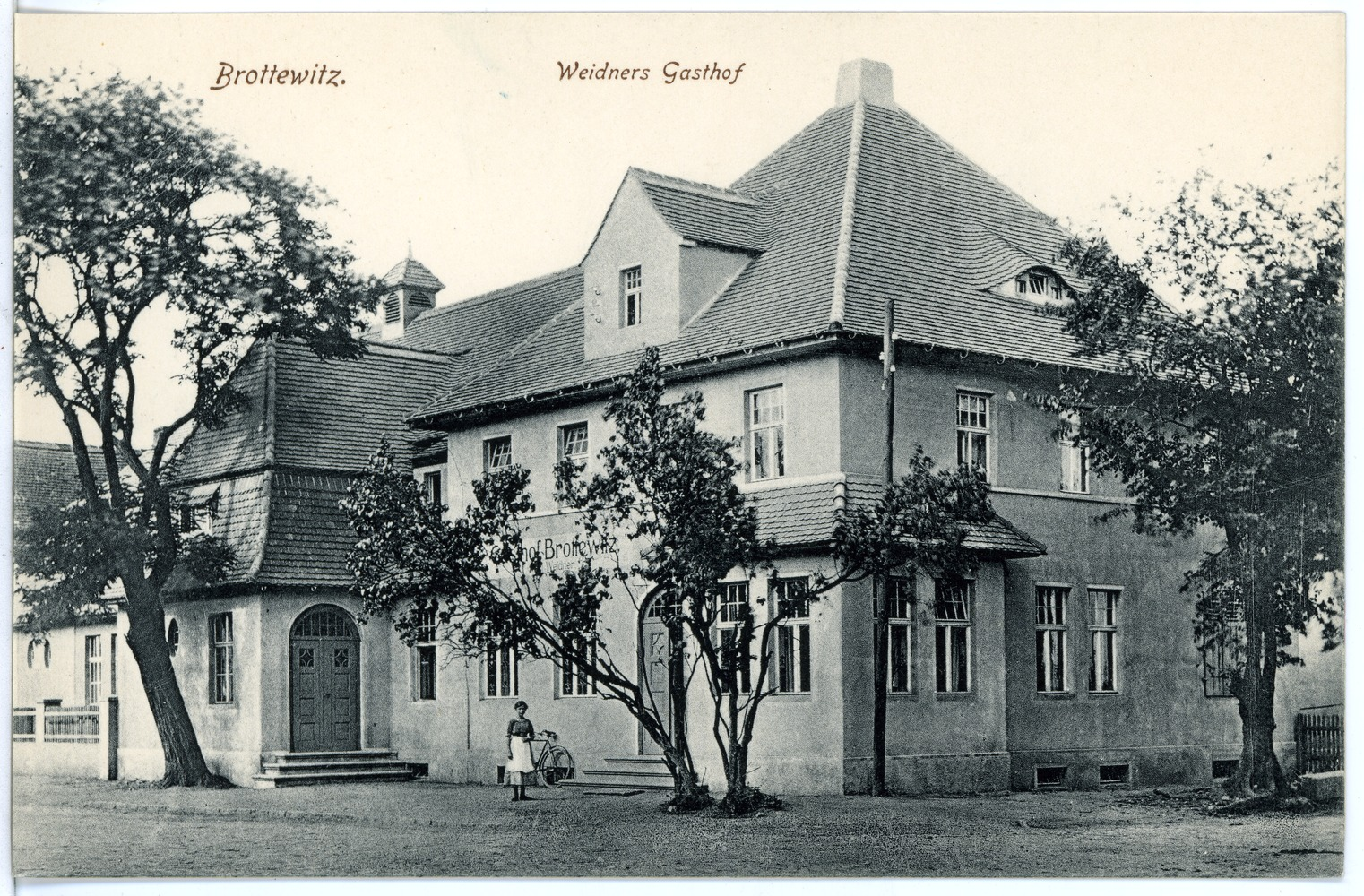
Weidners Gasthof (1913)
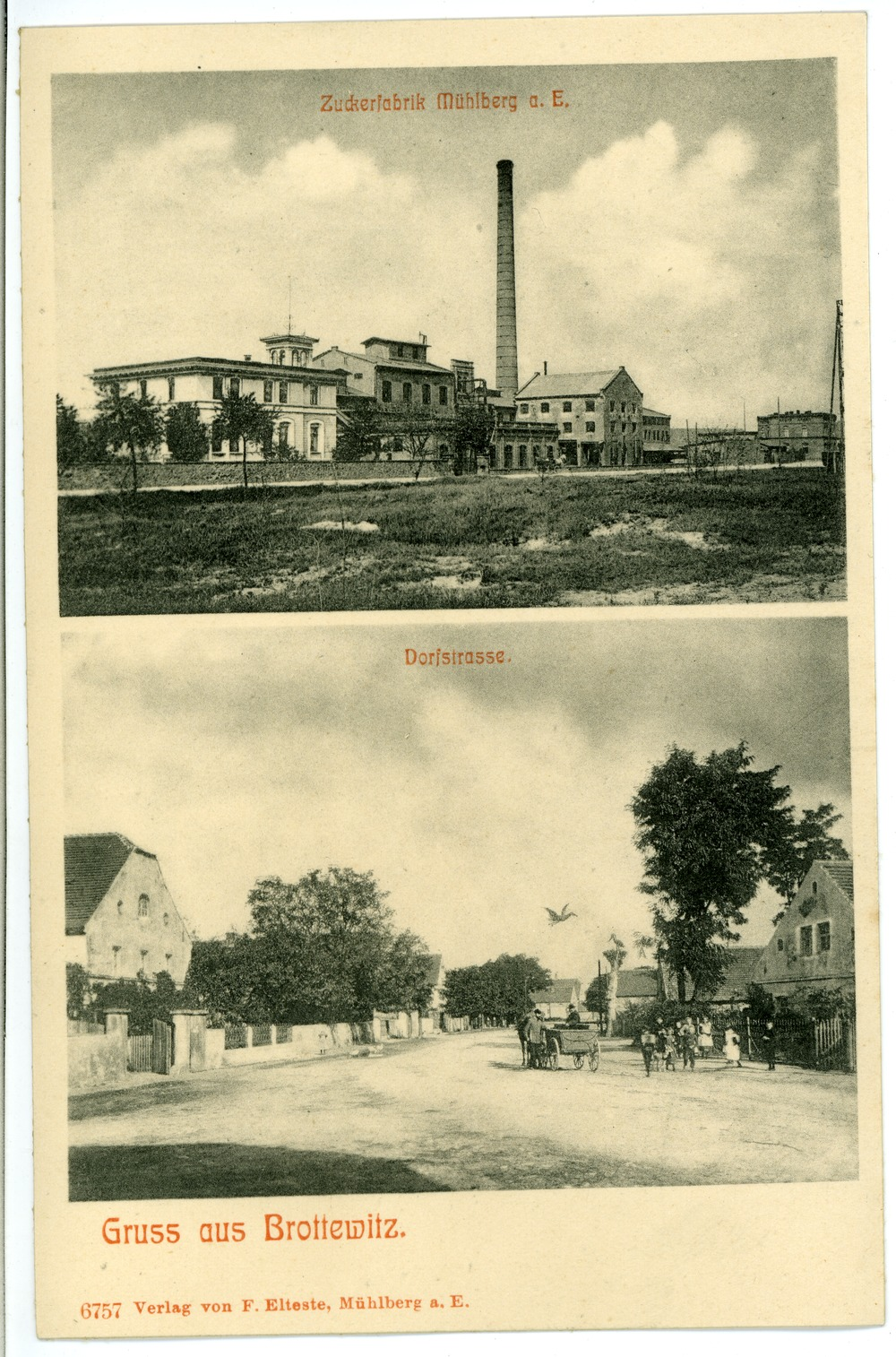
Brottewitz  (1899)
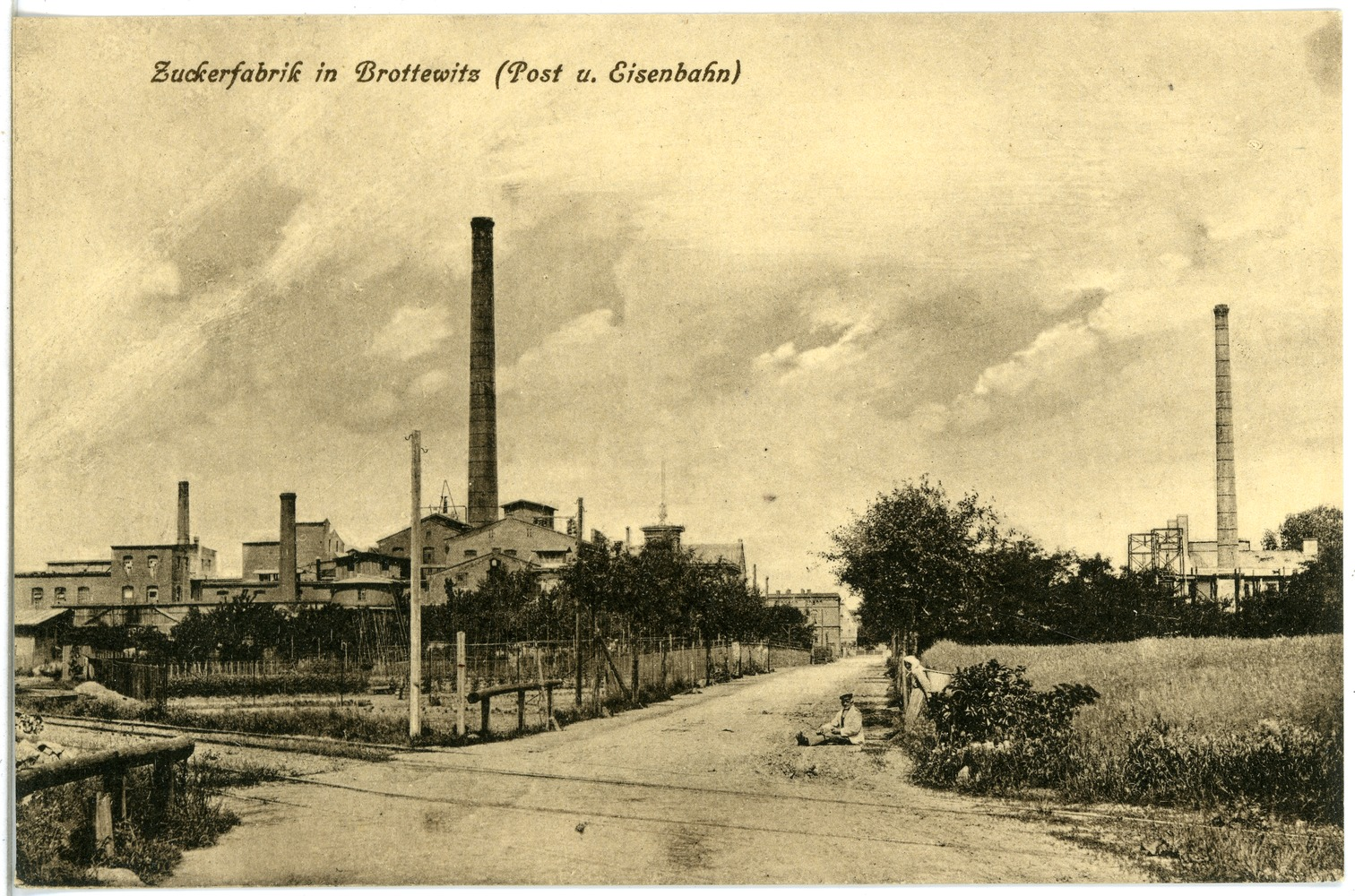
Zuckerfabrik (1915)

## Administrative Zugehörigkeit
Im Zuge der Ämterbildung in Brandenburg nach der Wende kam Brottewitz zum am 21. Juli 1992 gebildeten Amt Mühlberg/Elbe. Zum 31. August 2001 wurde Brottewitz nach Mühlberg/Elbe eingemeindet und das Amt Mühlberg/Elbe aufgelöst.

## Kultur und Sehenswürdigkeiten

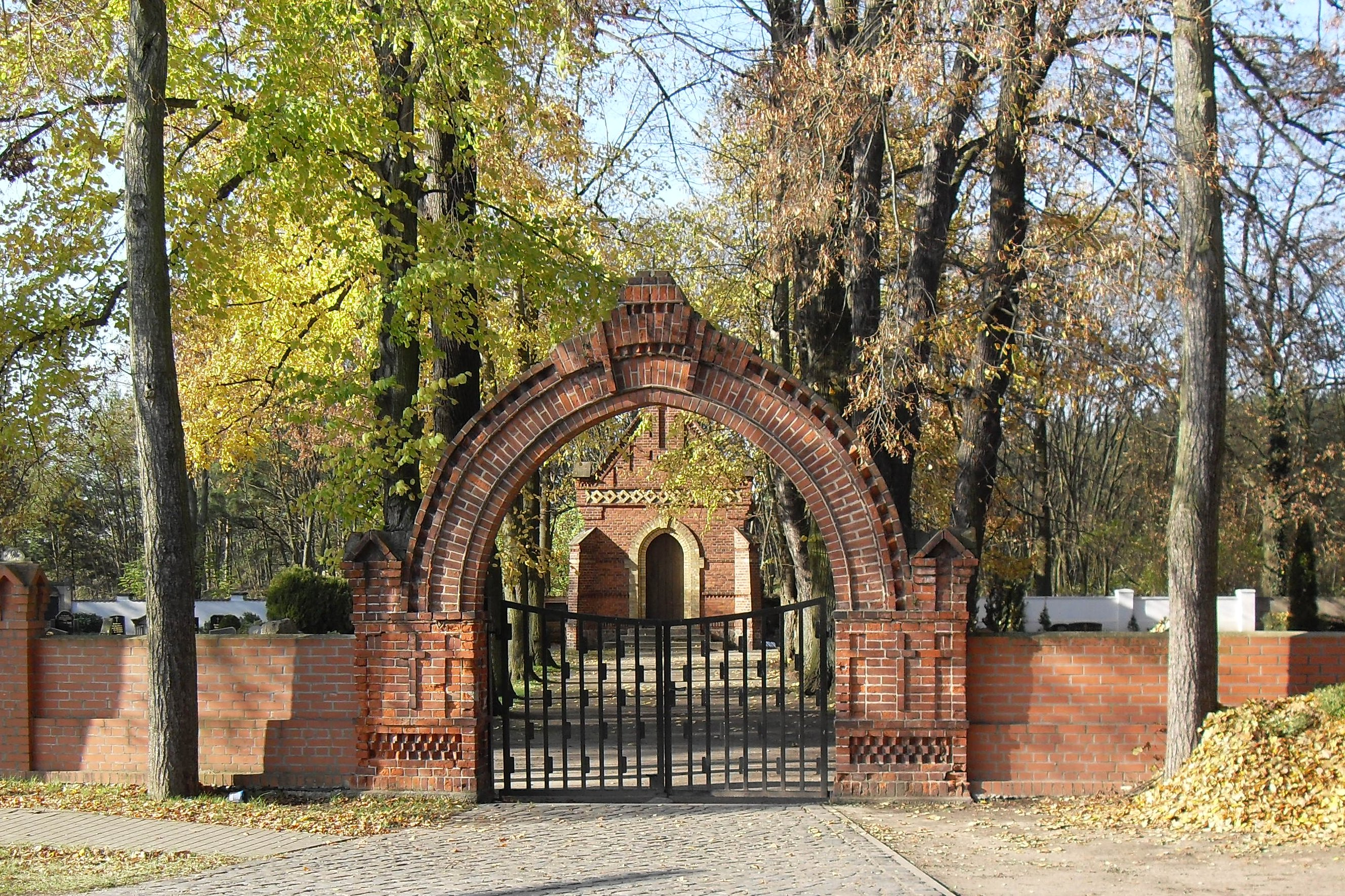
Eingang des Friedhofs

Auf dem Friedhof am Nordausgang der Stadt in Richtung Koßdorf erinnert ein Gedenkstein an fünf Gefangene des Wehrmachtsgefängnisses Fort Zinna in Torgau, die nach einem Evakuierungsmarsch mit Ketten aneinander gefesselt am 20. April 1945 von SS-Männern an der Friedhofsmauer erschossen wurden. Dies waren: Werner Kube, Reinhold Franznick, Johann Jakobi, Erich Kindermann und Harry Prien.
- In der Liste der Baudenkmale in Mühlberg/Elbe sind für Brottewitz drei Baudenkmale aufgeführt.

## Wirtschaft und Infrastruktur
In den Jahren 1872 und 1873 wurde in Brottewitz die Zuckerfabrik Actien Zuckerfabrik Mühlberg a. E. errichtet. Zwischen 1984 und 1990 war der Betrieb Teil des VE Kombinat Zucker Halle. In der Wendezeit übernahm im Jahre 1990 die Südzucker AG das Werk. Es hatte 2006 eine Verarbeitungskapazität von 6.000 Tonnen Rüben täglich. Nach Einstellung der Zuckerverarbeitung 2020 wurde die Fabrik 2021 an einen Sand- und Kiesproduzenten verkauft.
Der Haltepunkt Brottewitz lag an der mittlerweile nicht mehr befahrenen Bahnstrecke Neuburxdorf–Mühlberg.

## Persönlichkeiten
- Max Pauly (1849–1917), Lebensmittelchemiker, Erfinder, Optiker, war 1878–1897 Direktor der Zuckerfabrik in Brottewitz. Er erfand u. a. den sogenannten Paulykocher zur Zuckerherstellung.
- Michael Gundermann (* 1945), Maler und Grafiker

## Trivia
Am 28. Mai 2022 stellte der aus der Region stammende Schnitzkünstler Marcus Scholz in Brottewitz einen Weltrekord auf, der zur Aufnahme in das Guinness-Buch der Rekorde berechtigt, in dem er einen Schnitzkurs mit 428 Teilnehmern gab, was bisher als größter Schnitzkurs der Welt gilt. Das auf dem ehemaligen Betriebsgelände der Zuckerfabrik stattfindende Event besuchten nach Angaben des Veranstalters mehr als 10.000 Zuschauer.